# Dalsjön (Våthults socken, Småland)
Dalsjön är en sjö i Gislaveds kommun i Småland och ingår i Nissans huvudavrinningsområde.